# Cribella strophiae
Cribella strophiae är en mossdjursart som beskrevs av Canu och Bassler 1927. Cribella strophiae ingår i släktet Cribella och familjen Bitectiporidae. Inga underarter finns listade i Catalogue of Life.